# Georg Engelmann
Georg Engelmann, född den 2 februari 1809 i Frankfurt am Main, död den 4 februari 1884 i Saint-Louis i USA, var en tysk-amerikansk läkare och botaniker.
Engelmann blev medicine doktor i Würzburg 1831, utvandrade 1832 till Förenta staterna och var praktiserande läkare i Saint Louis från 1835 till sin död. 
Engelmann var en framstående deskriptiv botanist inom den nordamerikanska floran (till exempel Cactaceae (1858), Cuscuta (1860), Texasfloran (1845–1847) med mera). 
Auktorsnamnet Engelm. kan användas för Georg Engelmann i samband med ett vetenskapligt namn inom botaniken; se Wikipediaartiklar som länkar till auktorsnamnet.